# Caenohalictus incertus
Caenohalictus incertus är en biart som först beskrevs av Carlos Schrottky 1902.  Caenohalictus incertus ingår i släktet Caenohalictus och familjen vägbin. Inga underarter finns listade.